# Nachwuchsoberliga
De Nachwuchsoberliga was een Oost-Duitse voetbalcompetitie die werd opgericht in 1976 maar reeds in 1983 werd opgeheven. De competitie werd opgericht doordat in 1975 13 van de 14 clubs uit de DDR-Liga B-elftallen waren van clubs uit de DDR-Oberliga. Doordat promotie en degradatie van deze clubs afhing van de A-elftallen zorgde dit voor vreemde omstandigheden. Zo degradeerde in 1978 het B-elftal van Vorwärts Frankfurt/Oder naar de Bezirksliga nadat ze tweede eindigden in de Nachwuchsoberliga. Om onder meer deze reden werd de competitie stopgezet in 1983 en werden de clubs opnieuw onderverdeeld in de verschillende Bezirksliga's.

## Kampioenen Nachwuchsoberliga
| Seizoen | Kampioen                 | Runner-Up               |
| ------- | ------------------------ | ----------------------- |
| 1976/77 | 1. FC Lokomotive Leipzig | Dynamo Dresden          |
| 1977/78 | 1. FC Lokomotive Leipzig | Vorwärts Frankfurt/Oder |
| 1978/79 | Dynamo Dresden           | Berliner FC Dynamo      |
| 1979/80 | FC Rot-Weiß Erfurt       | Vorwärts Frankfurt/Oder |
| 1980/81 | Berliner FC Dynamo       | Dynamo Dresden          |
| 1981/82 | Vorwärts Frankfurt/Oder  | Dynamo Dresden          |
| 1982/83 | Dynamo Dresden           | Berliner FC Dynamo      |